# Bugarama
Bugarama – miasto w Rwandzie; w prowincji Zachodniej; 24 679 mieszkańców (2012). 